# Lijfland
Lijfland (Lijfs: Līvõmō, Lets: Livonija, Ests: Liivimaa, Duits: Livland, Latijn: Livonia, Russisch: Лифляндия (Lifljandija), Pools: Inflanty), is een historisch gebied in de Baltische landen. Oorspronkelijk omvatte het ruwweg het gebied van de huidige staten Estland en Letland, later het gebied ten oosten van de Golf van Riga, bestaande uit het noordelijk deel van Letland en het zuiden van Estland, thans in engere zin als Letse historische landstreek Vidzeme en Latgale (Letgallen) en als Estse historische landstreek Liivimaa.
Lijfland is genoemd naar de Lijven, die een met het Estisch verwante taal spraken en het gebied oorspronkelijk bewoonden. De Lijven zijn in Lijfland al vroeg gaandeweg opgegaan in de Letten. Hun taal, het Lijfs, is nu vrijwel uitgestorven maar heeft zich het langst kunnen handhaven aan de kusten. Het laatst werd zij gesproken aan de Lijfse kust van het naburige Koerland (Lijfs: Kurāmō, Lets: Kurzeme, Duits: Kurland).

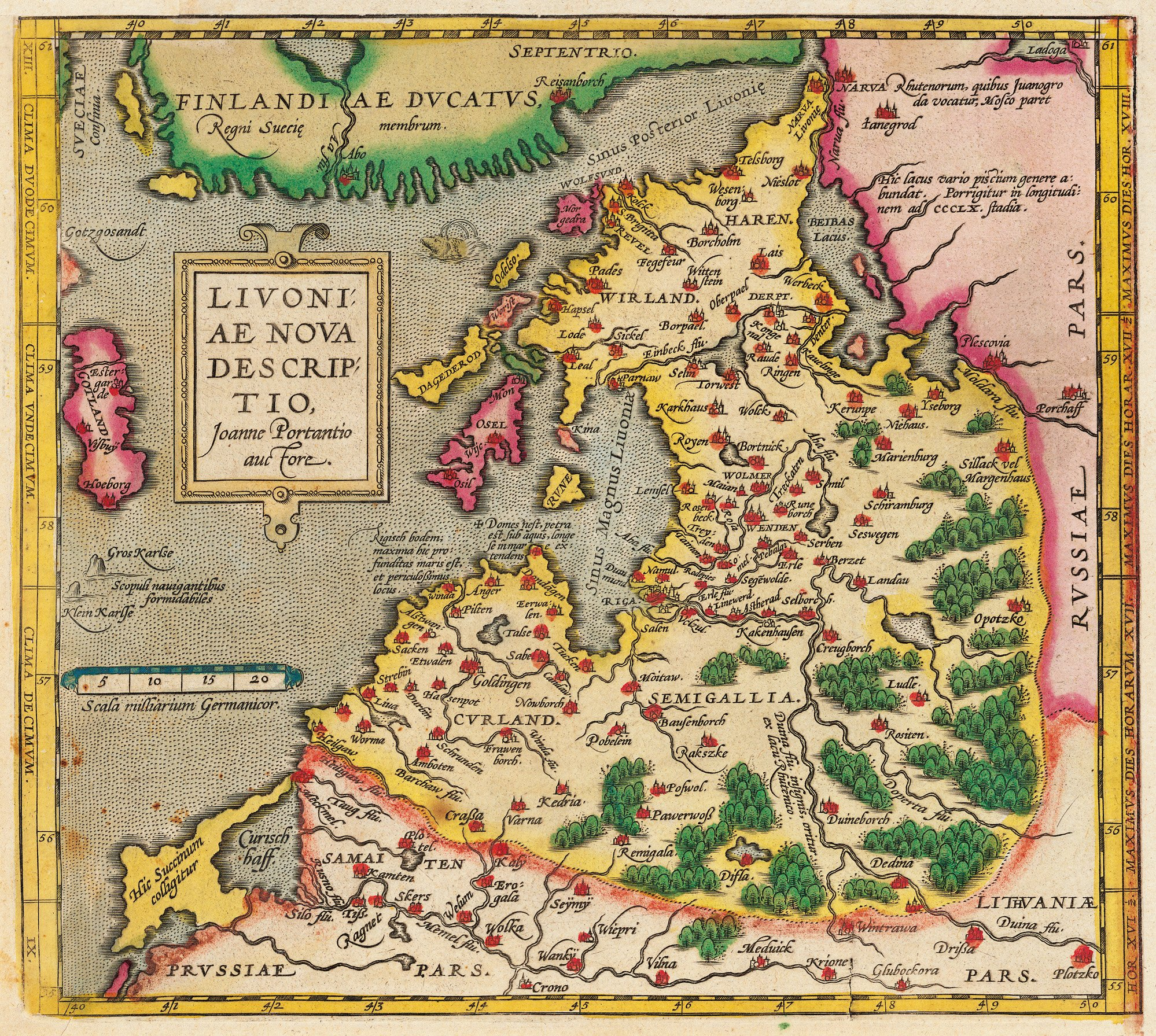
Kaart van Lijfland uit het eind van de 16de eeuw

## Geschiedenis
De geschiedenis van Lijfland werd in hoge mate bepaald door een voortdurende strijd tussen Duitse ridderorden, kerkelijke heersers, Denen, Zweden, Polen en Russen.

### Lijfland in de middeleeuwen

Lijfland omstreeks 1260

Het gebied werd na 1202 onderworpen en gekerstend door de uit het Heilige Roomse Rijk afkomstige ridders van de Orde van de Zwaardbroeders in samenwerking met het Bisdom Riga. De pauselijk legaat Willem van Modena sloot in 1228 een compromis tussen de Kerk en de Orde, waarbij de Orde twee derde en de Kerk een derde van het gebied in handen kreeg. Er braken regelmatige conflicten uit tussen de Orde, de bisschoppen en de Hanzesteden.
Het noorden werd afwisselend door Denemarken (Deens Estland) en Zweden (Zweeds Estland) bezet. De Denen noemden het land Estland, naar de Aistii, een Baltische stam die volgens de romeinse geschiedschrijver Tacitus aan het zuidoosten van de Oostzeekust woonden.
In 1237 gingen de Zwaardbroeders op in de Duitse Orde als de autonome Lijflandse Orde. Dat betekende dat de ordegebieden staatkundig deel werden van de Duitse Ordestaat. Het gezag over het gebied moest zij overigens delen met de aartsbisschop van Riga, en ook de steden bevochten een zekere autonomie voor zover zij zich bij het Hanzeverbond konden aansluiten. Dat gold temeer voor Riga, Reval (Tallinn), Dorpat (Tartu) en Pernau (Pärnu).
Onderlinge strijd, strijd met Denemarken en Zweden om het Hertogdom Estland, en de oprukkende Russische macht verzwakten de Lijflandse staten. Om de onderlinge problemen op te lossen werd in 1419 de Lijflandse Confederatie opgericht.
De Reformatie en de daaropvolgende secularisatie (1560) betekenden het definitieve einde van de Lijflandse Confederatie, en de Lijflandse landdag vroeg in 1561 de bescherming van de Grootvorst van Litouwen.

### Hertogdom Lijfland

Rood: Pools Lijfland (Inflanty)

Na de Lijflandse Oorlog (1558-1582) werd het gebied opgedeeld.
- Het noorden werd het Zweedse Hertogdom Estland. Denemarken behield het eiland Osel

De rest kwam onder Pools-Litouwse soevereiniteit, als Inflanty Polskie (Pools Lijfland).
- Het zuidelijke gedeelte vormde het Hertogdom Koerland en Semgallen, onder Poolse soevereiniteit maar in hoge mate autonoom.
- Het centrale gedeelte vormde het Hertogdom Lijfland, oorspronkelijk onder Litouwen, na de Unie van Lublin onder het Pools-Litouwse Gemenebest.

Het Hertogdom Lijfland werd ingedeeld in de wojwodschappen Dorpat (noordoost), Pernau (noordwest), en Wenden (midden, inclusief het bisdom Pilten in Koerland).

### Zweeds Lijfland
Toen het eveneens machtige Pools-Litouwse Gemenebest in verval raakte, bezette Zweden in 1621 ook Noord en Midden Lijfland. Riga kon nog enige jaren zijn onafhankelijkheid bewaren, werd daarna ook Zweeds.
Zuid Lijfland bleef Pools als het woiwodschap Lijfland.

### Russisch Keizerrijk

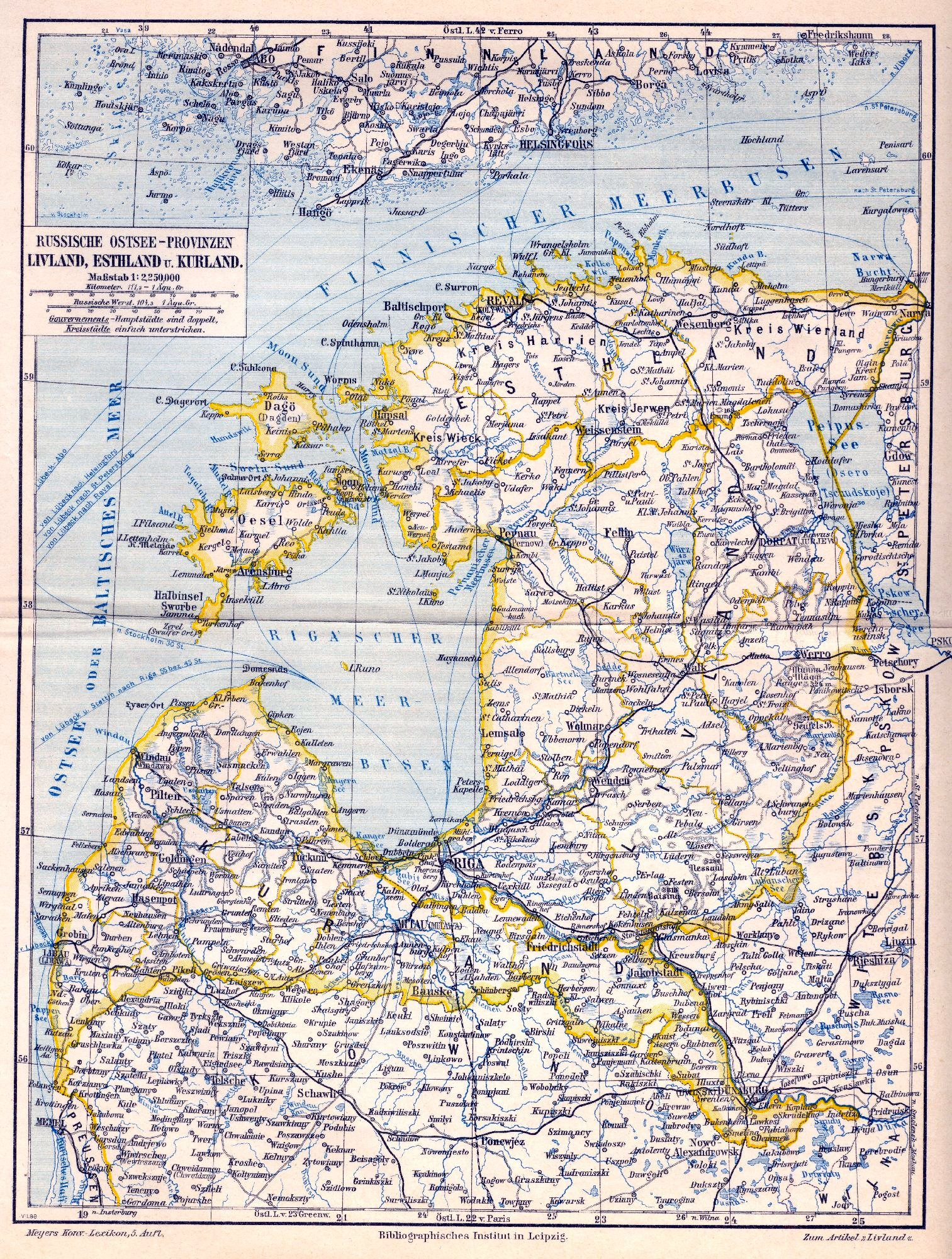
Gouvernementen Koerland, Lijfland en Estland

Na de Grote Noordse Oorlog 1700-1721 was Rusland sterk genoeg geworden om op zijn beurt geheel Lijfland te annexeren. Lijfland werd daarmee een Russisch gouvernement.
Het Gouvernement Riga (1712) besloeg oorspronkelijk geheel Zweeds Estland en Zweeds Lijfland. In 1721 werd het vroegere Zweeds Estland afgesplitst als Gouvernement Estland (Эстляндская губерния). De rest werd hernoemd tot Gouvernement Lijfland (Лифляндская губерния).
Letgallen bleef in Poolse handen, totdat het bij de Eerste Poolse Deling in 1772 bij het Gouvernement Smolensk werd gevoegd (na in 1831 het Gouvernement Vitebsk).
Koerland kwam pas in 1795 bij de Derde Poolse Deling bij Rusland, als Gouvernement Koerland (Курляндская губерния). Tezamen vormden Estland, Lijfland en Koerland de Baltische gouvernementen.
Alle staatkundige machtswisselingen hielden het autonome adellijke bestuur in stand. Pas aan het einde van de 19de eeuw werd de Duitstalige adel steeds meer onttroond en aan Lijfland een centralisatie van het bestuur, naast een russificering van het onderwijs opgelegd.

### Onafhankelijkheid
Na de onafhankelijkheid van de Baltische Landen in 1920 werd Lijfland verdeeld tussen Estland en Letland. Het grootgrondbezit van de adel – 90% van alle grond – werd genationaliseerd en onder de boeren verdeeld. De adellijke kaste was na 700 jaar van zijn macht beroofd.